# ホテル・ムンバイ
『ホテル・ムンバイ』（原題：Hotel Mumbai）は、2018年のオーストラリア・インド・アメリカ合衆国のアクション・スリラー映画。監督はアンソニー・マラス、脚本はマラスとジョン・コリーが共同で執筆している。2008年に起きたムンバイ同時多発テロの際、タージマハル・ホテルに閉じ込められ、人質となった500人以上の宿泊客と、プロとしての誇りをかけて彼らを救おうとしたホテルマンたちの姿を描いており、同事件を題材にした2009年のドキュメンタリー『Surviving Mumbai』からインスピレーションを得ている。デーヴ・パテール、アーミー・ハマー、ナザニン・ボニアディ、アヌパム・カー、ティルダ・コブハム＝ハーヴェイ、ジェイソン・アイザックス、スハイル・ネイヤー、ナターシャ・リュー・ボルディッツォが出演している。
2018年9月7日に第43回トロント国際映画祭でプレミア上映が行われ、10月10日にアデレード映画祭でオーストラリア・プレミア上映が行われた。オーストラリアでは2019年3月14日、アメリカでは同月22日、インドでは11月29日に公開された。

## ストーリー
2008年11月26日、インド・ムンバイのタージマハル・ホテルに勤務するウェイターのアルジュンは普段と同じように出勤し、料理長オベロイはスタッフたちに指示を出していた。この日のホテルにはイラン人の富豪令嬢ザーラとアメリカ人の夫デヴィッド、乳児キャメロンと乳母サリー、そして元スペツナズ隊員ワシリーなどのVIPが宿泊することになっていた。その夜、「ブル」と呼ばれる人物が指揮するラシュカレトイバのテロリスト10人がチャトラパティ・シヴァージー・ターミナス駅を始めとしたムンバイ市内12か所を襲撃し、彼らの一部はタージマハル・ホテルを占拠した。ムンバイ警察は十分な対テロ訓練を受けておらず、事態の解決はニューデリーの国家保安警備隊の到着を待たなければならなかった。占拠されたホテルではアルジュン、デヴィッド、ザーラ、ワシリーがレストランに取り残され、サリーとキャメロンは事情を知らないまま部屋に残っていた。
デヴィッドはテロリストたちの目を盗んで部屋に戻り、一方のアルジュンはオベロイからの連絡を受け、レストランの客を連れて6階にある高級クラブのチェンバーズ・ラウンジに避難する。デヴィッドはサリーとキャメロンを連れてチェンバーズ・ラウンジに向かおうとするがテロリストに拘束され、サリーとキャメロンはクローゼットの中にいて難を逃れた。同じころ、ムンバイ警察のヴァムはホテルの警備室に向かうため部下と共にホテルに潜入し、アルジュンは重傷を負った観光客ブリーを病院に連れて行くためホテルからの脱出を図る。アルジュンはヴァムと合流するが、直後にブリーがテロリストに射殺される。アルジュンはヴァムと共に警備室に逃げ込み、そこのモニターからテロリストが射殺した警官の身分証明書を使いチェンバーズ・ラウンジに入ろうとしていることを確認する。ヴァムはテロリストの侵入を阻止するためチェンバーズ・ラウンジに向かい、そこでテロリストのイムランを銃撃し、負傷させる。
チェンバーズ・ラウンジではオベロイの方針に反発するザーラやワシリーが同調する宿泊客と共にホテルからの脱出を図るが、途中でテロリストに見つかりザーラとワシリーが拘束され、他の宿泊客は射殺される。2人はデヴィッドや他の拘束された人々の元に連れて行かれ、一室に監禁される。彼らを監視するイムランは家族に電話をかけ、その通話を通してテロリストが軍事訓練の名目でムンバイに連れてこられたこと、家族に支払われるはずの報酬を「ブル」が支払っていないことが明かされる。
夜が明けるころに国家保安警備隊が到着し、突入作戦の準備が進められる。事態を知った「ブル」はテロリストたちにホテルを焼き払うように命令し、イムランには拘束した宿泊客を殺すように命令する。イムランはデヴィッドやワシリーたちを次々射殺するが、最後に残ったザーラがムスリム式の礼拝を始めたことで殺すのを躊躇い、彼女を残して立ち去る。取り残されたザーラは自力で拘束を解き、部屋を脱出する。一方、アルジュンはオベロイと合流し、残った宿泊客を連れてホテルからの脱出を図り、その途中でサリーとキャメロンに出会う。国家保安警備隊がホテルに突入してテロリストを掃討する中、ザーラは救出されてサリーとキャメロンに再会し、オベロイも宿泊客たちと共にホテルを脱出する。突入作戦が終了して安全が確保された後、アルジュンは自宅に戻り妻子と再会する。
後日談として、ムンバイ各所を襲撃したテロリストは全員が逮捕・射殺されたものの、首謀者の「ブル」はパキスタンにいたため逮捕を免れ、現在も捕まっていないことが語られる。ホテルは事件の影響で営業を停止したものの、3週間後にはレストランが営業を再開する。エンディングでは事件21か月後のグランド・リニューアルオープンで、「ホテル・ムンバイの戦い」を戦った従業員や宿泊客への追悼式が行われた際の記録映像が流される。

## キャスト
※括弧内は日本語吹替
- アルジュン - デーヴ・パテール（高橋英則）

タージマハル・ホテルに勤務するウェイター。妻と幼い娘がいる。
- デヴィッド - アーミー・ハマー（星野貴紀）

アメリカ人。建築家。
- ザーラ・カシャニ - ナザニン・ボニアディ（もりなつこ）

イラン人の富豪令嬢。デヴィッドの妻。できちゃった結婚で式はマスコミを入れずに身内だけで行った。
- サリー - ティルダ・コブハム＝ハーヴェイ（英語版）（松井暁波）

乳母。デヴィッドとザーラの息子のキャメロンのベビーシッター。
- ヘマント・オベロイ - アヌパム・カー（堀越富三郎）

料理長。面倒見がよくミスをしてもチャンスを与える。
- ワシリー・ゴルデツキー - ジェイソン・アイザックス（滝知史）

NVキャピタル社長、元スペツナズ将校。
- アブドラ - スハイル・ネイヤー（英語版）（坂田明寛）

テロリストの一人。
- ディリップ - ヴィピン・シャルマ（英語版）

アルジュンの仕事仲間。即断力があり、仕事の手際がいい。
- イムラン - アマンディープ・シン

テロリストの一人。
- フーサム - マノージュ・メーラ

テロリストの一人。
- ラシード - ディネーシュ・クマール

テロリストの一人。
- カサブ - カピル・クマール・ネトラ
- イスマイル - アムリト・シン
- エディ - アンガス・マクラーレン（英語版）
- ブリー - ナターシャ・リュー・ボルディッツォ

観光客。

## 製作
2016年2月11日にデーヴ・パテール、アーミー・ハマー、ナザニン・ボニアディ、テリーサ・パーマー、スハイル・ネイヤーが出演すること、ニコライ・コスター＝ワルドーとアヌパム・カーが出演交渉中であることが報じられたが、このうちパーマーとコスター＝ワルドーは最終的に出演しなかった。6月にパーマーが第2子を妊娠したため降板し、代わりにティルダ・コブハム＝ハーヴェイが起用され、8月にはジェイソン・アイザックスの出演が決まった。9月7日にはナターシャ・リュー・ボルディッツォが観光客役で出演することが明かされた。
2016年8月から南オーストラリア・フィルム・コーポレーションが所有するアデレードの映画スタジオで主要撮影が始まった。2017年初頭にはインドで撮影が行われた。

## 公開

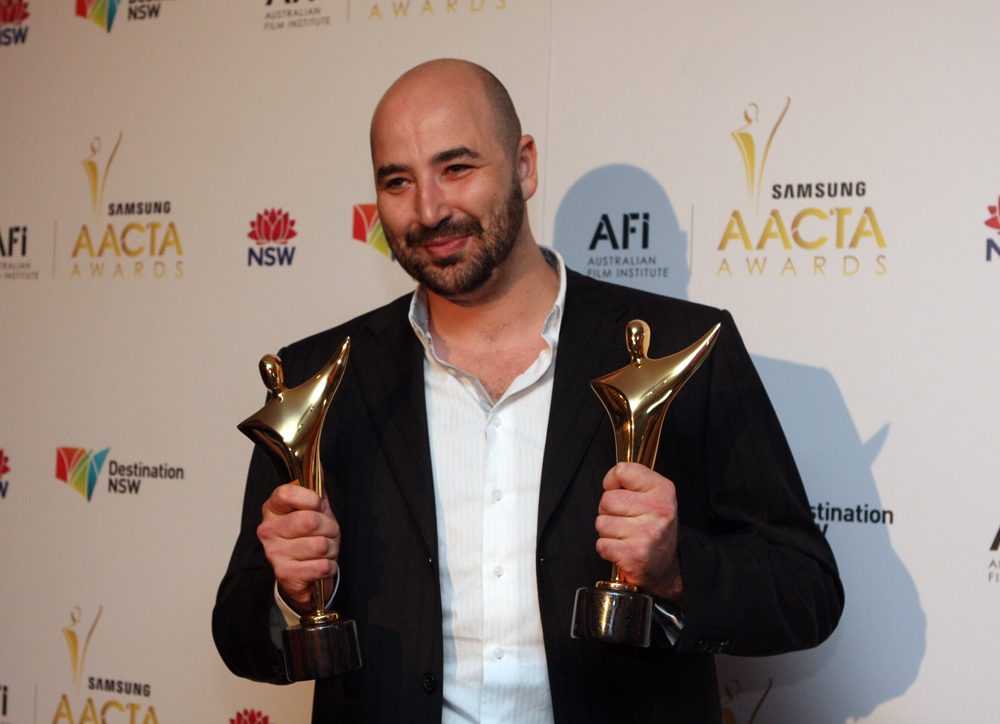
アンソニー・マラス

2016年5月にワインスタイン・カンパニーがアメリカ合衆国・イギリスでの配給権を取得したものの、2018年4月に配給を取り止めることを発表した。8月にブリーカー・ストリートとシヴハンズ・ピクチャーズがアメリカでの配給権を新たに取得した。
2018年9月7日に第43回トロント国際映画祭でワールドプレミア上映が行われ、2019年3月14日にアイコン・プロダクション配給でオーストラリアで公開され、同月22日からアメリカで公開された。イギリスではスカイ・シネマとナウ配給で9月に公開され、「スカイ・シネマ・オリジナル作品」としてプロモーションされていた。ニュージーランドでは3月14日に公開されたが、翌15日に発生したクライストチャーチモスク銃乱射事件の影響で同月28日まで上映が停止された。インドでは10月23日にヒンディー語オフィシャルトレーラーが公開され、11月29日にジー・スタジオとパーパス・エンターテインメント配給で公開された。Netflixはインドを含む南アジア・東南アジアでの配信を予定していたが、インドの配給会社プラス・ホールディングスとの間で契約上の問題が発生したため配信を中止している。

## 評価

### 興行収入
『ホテル・ムンバイ』は北米で965万ドル、その他の地域で1160万ドルの興行収入を記録し、合計興行収入は2130万ドルとなっている。アメリカでは当初は4館のみの上映だったが、3月29日には924館に拡大し、公開第2週末に310万ドルの興行収入を記録している。

### 批評
Rotten Tomatoesには215件の批評が寄せられ支持率76%、平均評価6.91/10となっており、「実際の恐怖を描くことは、人によっては搾取的に感じることもあるが、『ホテル・ムンバイ』は悲劇的な出来事を上手くドラマ化している」と批評している。Metacriticでは33件の批評に基づき62/100のスコアを与え、ポストトラックでは好意的な評価は77%、「絶対にお勧めできる」という評価は50%だった。バラエティ誌のピーター・デブルジュは、「あの悲惨な事件から10年近く経ち、再びその悲惨さを目にすることはエンターテインメントとは言い難く、ディザスター映画に説得力を持たせるための見苦しい衝動を利用して、あの悲劇的な光景を利益のために見世物にしている」と批評している。

### 受賞・ノミネート
| 映画賞                                        | 部門                                      | 対象 | 結果       | 出典   |
| --------------------------------------------- | ----------------------------------------- | --- | ---------- | ------ |
| 第9回オーストラリア映画テレビ芸術アカデミー賞 | 作品賞                                    | ゲイリー・ハミルトン ベイジル・イヴァニク ジュリー・ライアン アンドリュー・オギルビー ジョモン・トーマス | ノミネート | [ 39 ] |
| 第9回オーストラリア映画テレビ芸術アカデミー賞 | 脚本賞                                    | ジョン・コリー アンソニー・マラス                                                                        | ノミネート | [ 39 ] |
| 第9回オーストラリア映画テレビ芸術アカデミー賞 | 監督賞                                    | アンソニー・マラス                                                                                       | ノミネート | [ 39 ] |
| 第9回オーストラリア映画テレビ芸術アカデミー賞 | 編集賞                                    | |            | [ 39 ] |
| 第9回オーストラリア映画テレビ芸術アカデミー賞 | ピーター・マクナルティ アンソニー・マラス | 受賞 |            | [ 39 ] |
| 第9回オーストラリア映画テレビ芸術アカデミー賞 | 主演男優賞                                | デーヴ・パテール                                                                                         | ノミネート | [ 39 ] |
| 第9回オーストラリア映画テレビ芸術アカデミー賞 | 主演女優賞                                | ナザニン・ボニアディ                                                                                     | ノミネート | [ 39 ] |
| 第9回オーストラリア映画テレビ芸術アカデミー賞 | 助演女優賞                                | ティルダ・コブハム＝ハーヴェイ                                                                           | ノミネート | [ 39 ] |
| 第9回オーストラリア映画テレビ芸術アカデミー賞 | 撮影賞                                    | ニック・レミー・マシューズ                                                                               | ノミネート | [ 39 ] |
| 第9回オーストラリア映画テレビ芸術アカデミー賞 | 作曲賞                                    | フォルカー・ベルテルマン                                                                                 | ノミネート | [ 39 ] |
| 第9回オーストラリア映画テレビ芸術アカデミー賞 | 音響賞                                    | ジェームズ・カリー ナクル・カムテ サム・ペティ ピーター・リスティック ピート・スミス                     | ノミネート | [ 39 ] |
| 第9回オーストラリア映画テレビ芸術アカデミー賞 | プロダクションデザイン賞                  | スティーヴン・ジョーンズ＝エヴァンス                                                                     | ノミネート | [ 39 ] |
| 第9回オーストラリア映画テレビ芸術アカデミー賞 | 衣裳デザイン賞                            | アンナ・ボルゲシ                                                                                         | ノミネート | [ 39 ] |
| 第9回オーストラリア映画テレビ芸術アカデミー賞 | キャスティング賞                          | アン・フェイ リー・ピックフォード トリシャーン・サルカール                                               | ノミネート | [ 39 ] |
| 第32回バンドン映画祭                          | 名誉輸入映画賞                            | ホテル・ムンバイ                                                                                         | 受賞       | [ 40 ] |
| ファンタジー・フィルムフェスト                | 観客賞                                    | ホテル・ムンバイ                                                                                         | 受賞       | [ 41 ] |